# 龙华东路

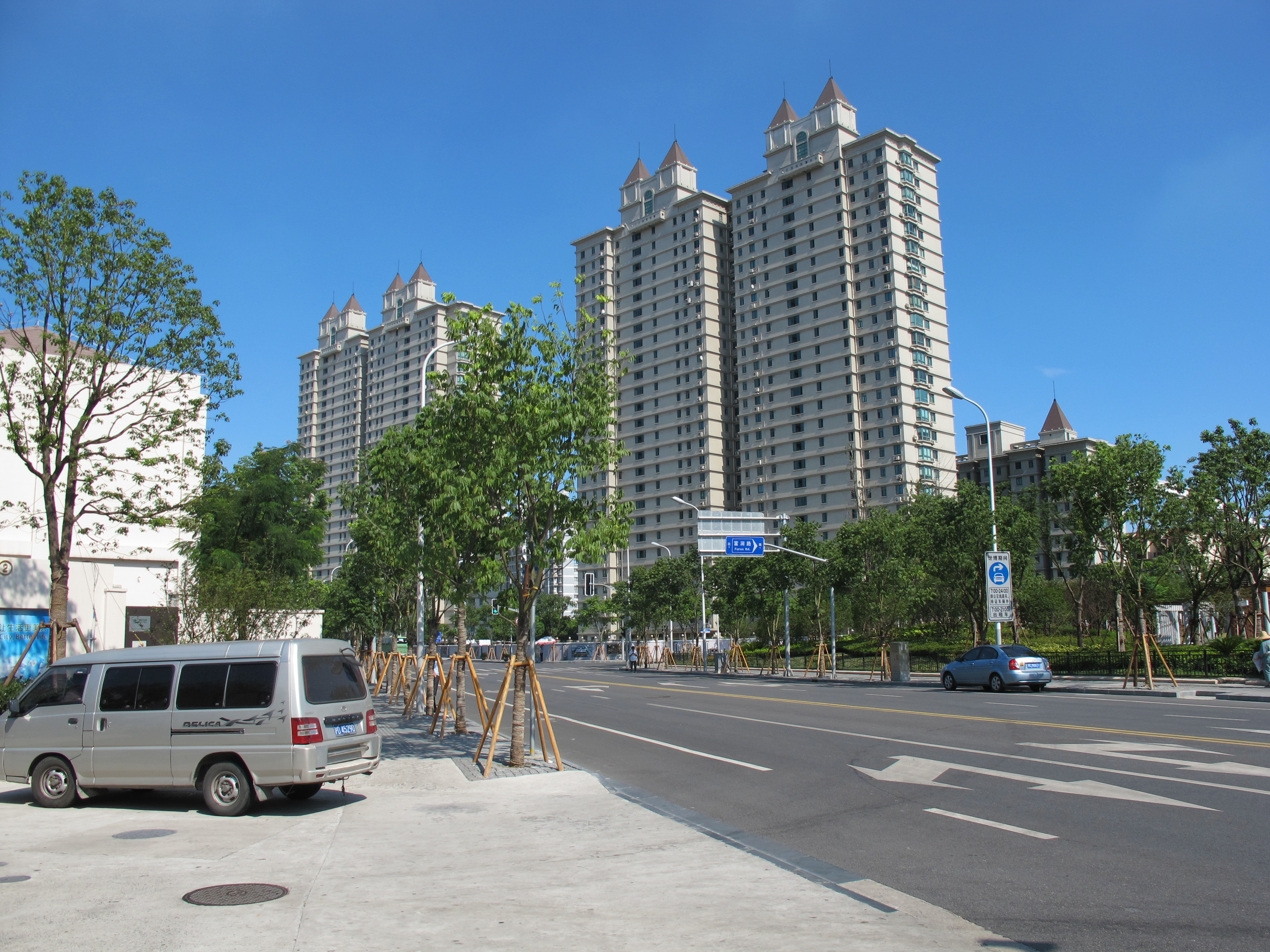
龙华东路上

龙华东路是中華人民共和國上海市黃浦區一條東西走向道路，西起日暉東路，東至西藏南路，全長1740米，路名來自於龍華寺。江南製造局建立後，同治九年（1870年），江南製造局修建了日暉港橋至龍華鎮的土路道路。清光绪十七年（1891年），土路改為煤屑路。道路最初名為龙华路。1918年道路翻修，1919年道路拓寬。1930年改為柏油馬路。1960年，龍華路日暉港以東路段更名為龍華東路。